# 중화도협
중화도협(中華賭俠, Conman In Tokyo)은 홍콩에서 제작된 정소동 감독의 2000년 액션, 코미디 영화이다. 고천락 등이 주연으로 출연하였다.

## 출연

### 주연
- 고천락
- 장가휘
- 종려시

### 조연
- 주인
- 임국빈
- 정조
- 왕천림
- 양가인